# Ichneumonella
Ichneumonella là một chi bướm đêm thuộc họ Sesiidae.

## Các loài
- Ichneumonella hyaloptera  Gorbunov & Arita, 2005
- Ichneumonella viridiflava  Gorbunov & Arita, 2005